# Dâmbovița, Timișoara
Dâmbovița este un cartier din Timișoara, în care se află Școala Generala nr. 27.